# 美濃茶

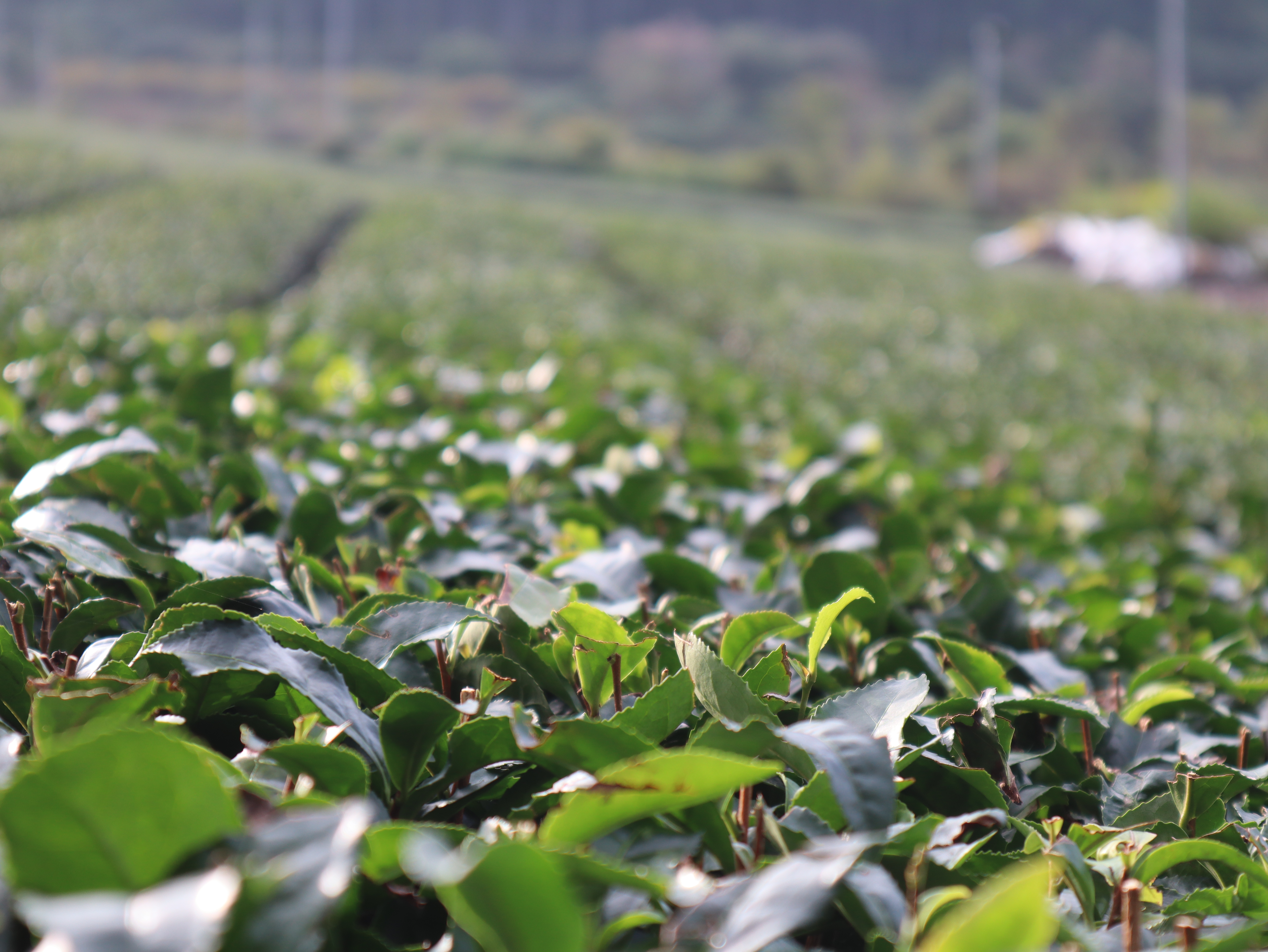
美濃いび茶農園。池田町願成寺地区

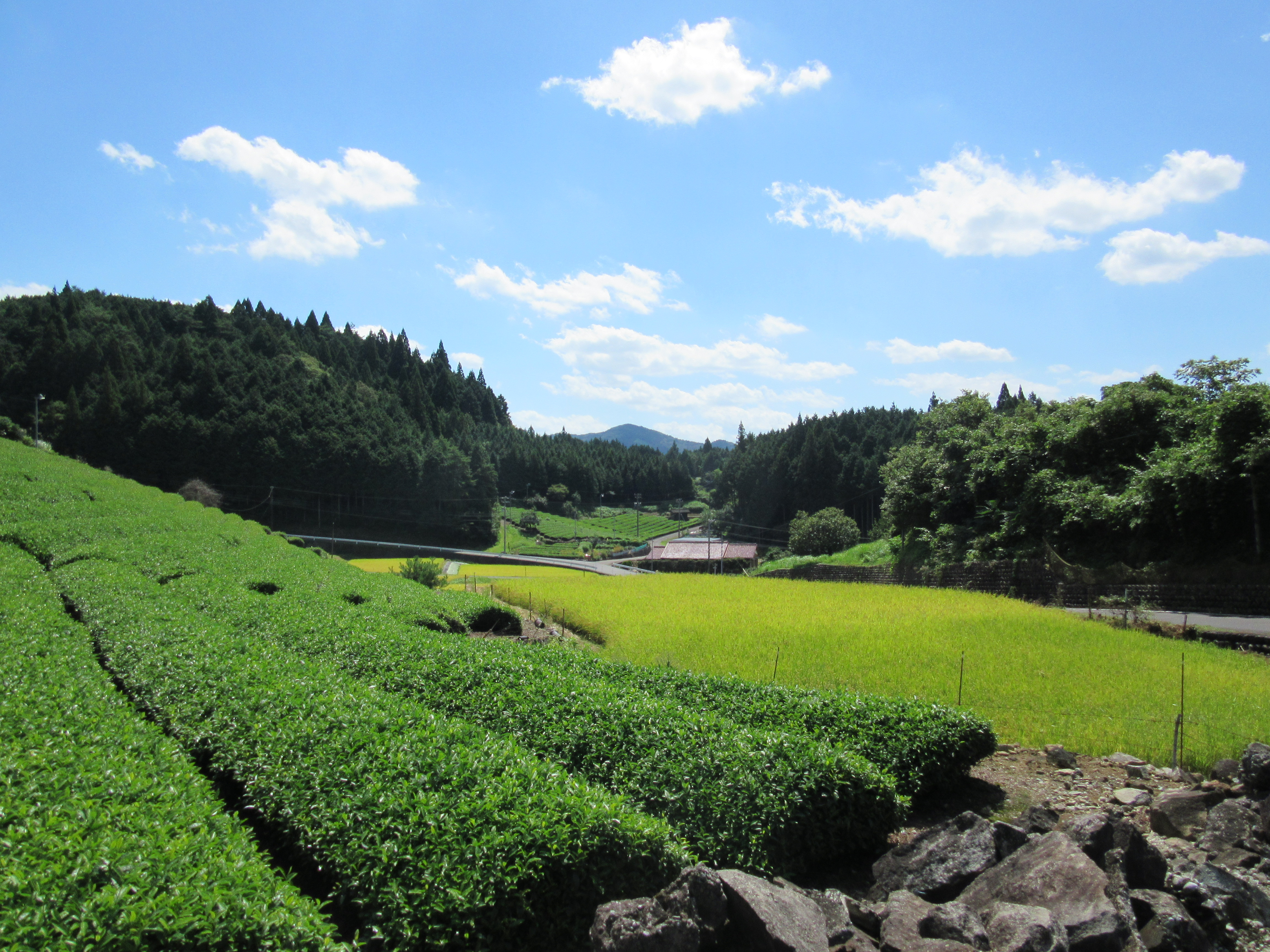
美濃白川茶農園。白川町広野地区

美濃茶（みのちゃ）は、岐阜県下で作られる日本茶の総称。

## 概要
2004年（平成16年）から、県産100パーセントの茶葉を原料にした茶を「美濃茶」として位置づけ、ブランド化を推進している。また、これらの茶の生産は、美濃地方に集中しており南西部から中南部にかけて生産される茶である。
県内の茶産地は大きく2つの産地に分かれ、それぞれ「美濃いび茶」と「美濃白川茶」の銘柄で、 生産・流通・販売が行われている。また、各地域には他にも個性的な銘柄が数多く存在する。

## 二大銘柄

### 美濃いび茶
岐阜県の美濃地方西部や主に揖斐川町、池田町、垂井町の山沿いで作られている日本茶。揖斐川の清らかな川に抱かれて、 水はけの良い扇状地を中心に広がる土地に栽培される。詳細は美濃いび茶を参照。

### 美濃白川茶
岐阜県の美濃地方中央部や主に白川町、東白川村の山間部で作られている日本茶。 海抜200から700メートル付近と茶畑が標高が高い場所で生産される。詳細は美濃白川茶を参照。

## 産地銘柄表示基準
参照
- 岐阜県産の原料茶を100％使用した場合「美濃茶」と表示することができる。

- 岐阜県産の原料茶を50％以上、100％未満使用した場合は「美濃茶ブレンド」「美濃茶（ブレンド）」のようにブレンドであることがわかるように表示する。
- 岐阜県内の各茶産地ごとの産地銘柄を表示する場合、美濃茶流通センターまたは美濃茶白川流通センターの所管する地域により、「美濃いび茶」「美濃白川茶」と表示することができる。また、当該地域産の原料茶を50％以上、100％未満使用した場合は、ブレンドであることがわかるように表示する。

- 市町村もしくはそれより小さい地域での産地銘柄の表示を行う場合、当該地域産の原料茶100％の場合に限って、販売者の責任において表示することができる。